# Heilig-Kreuz-Kirche (Großvernich)

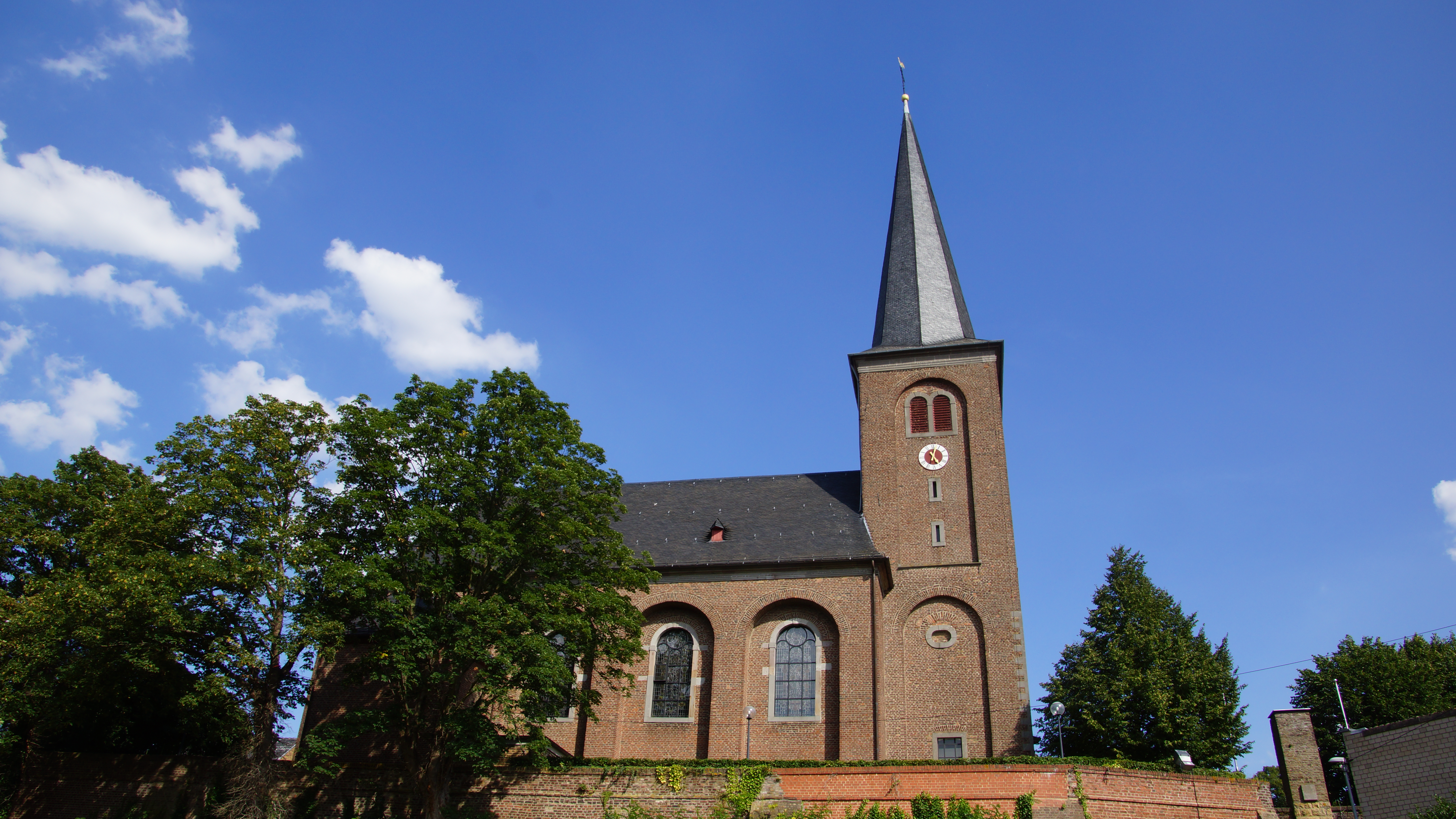
Heilig-Kreuz-Kirche

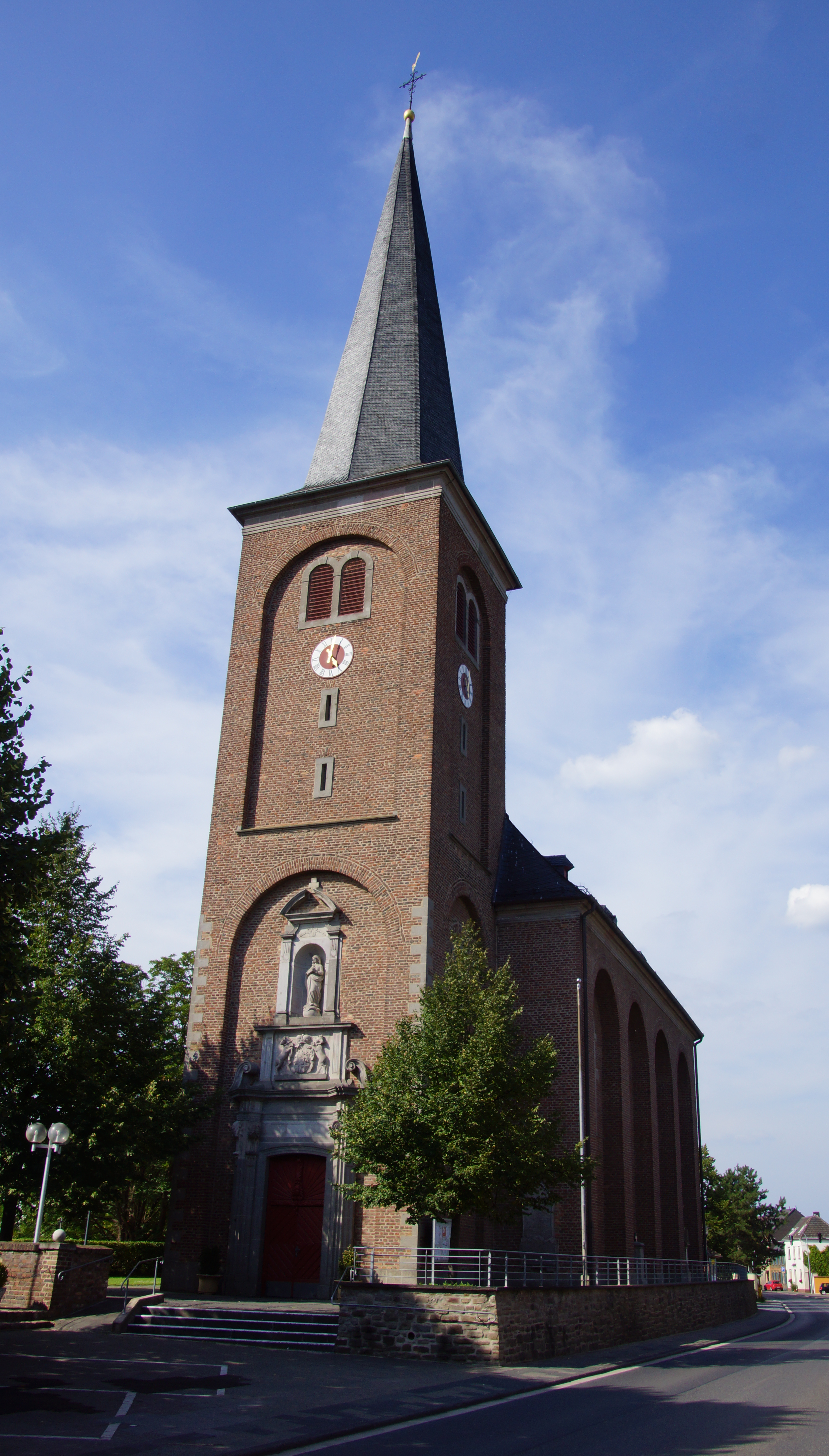
Heilig-Kreuz-Kirche

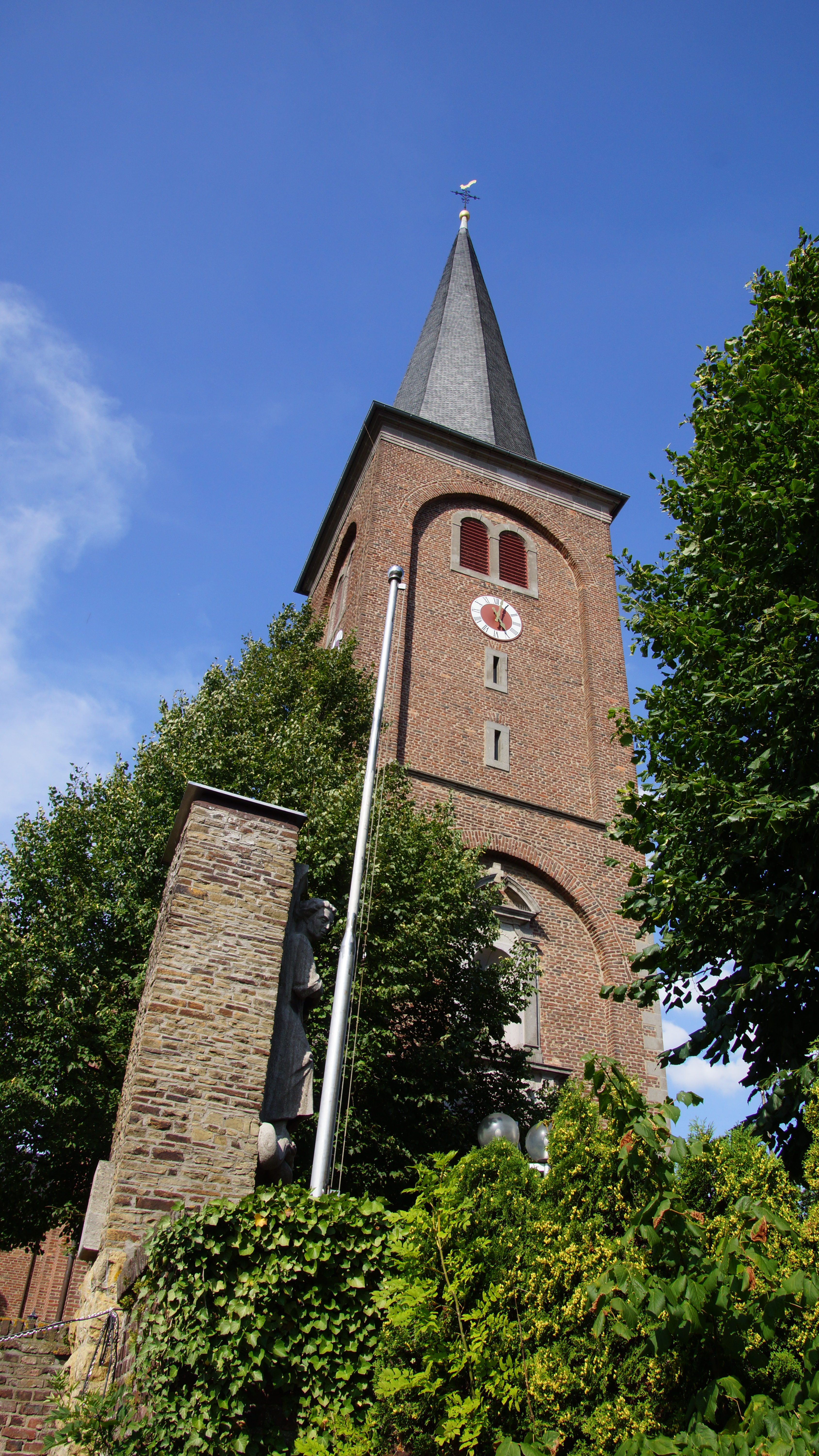
Heilig-Kreuz-Kirche

Die katholische Pfarrkirche Heilig Kreuz (Heilig-Kreuz-Kirche) ist ein denkmalgeschütztes Kirchengebäude an der Trierer Straße in Großvernich, einem Ortsteil von Weilerswist im Kreis Euskirchen (Nordrhein-Westfalen).

## Geschichte und Architektur
Der Backsteinsaal wurde von 1723 bis 1732 mit dreiseitigem Chorschluss errichtet. Der fünfgeschossige Westturm wurde vorgesetzt. Die Kirche wurde 1934 und von 1951 bis 1953 renoviert. Im Innenraum ruht ein rippenloses Sterngewölbe auf Konsolen.

## Ausstattung

### Albertus-Magnus-Kreuz
Godefridus Schwingeler war der letzte Abt des 1804 aufgehobenen Benediktinerklosters St. Heribert in Köln-Deutz. Er hinterließ der Gemeinde einen Kruzifixus aus Holz, der sowohl in der Höhe, als auch in der Spannweite der Arme 2,30 m misst. Die Haltung des Christus ist königlich und die Modellierung spricht für eine hohe künstlerische Qualität. Ursprünglich wurde angenommen, der Abt habe den Kruzifixus beim Verlassen des Klosters aus dessen Bestand mitgenommen. Allerdings fehlt jede überlieferte oder belegte Nachricht über das Vorhandensein eines solchen mit Reliquien ausgestatteten Werkes. Vermutlich hat der Abt das Kreuz während seiner letzten sieben Lebensjahre, er starb 1815, erworben. In der Kölner Pfarrei St. Andreas wurde seit der Säkularisation ein solch großartiges Reliquienkreuz als vermisst gemeldet. Die Dominikaner hatten die wertvollen Gegenstände, darunter auch die Gebeine des hl. Albertus Magnus, aus ihrer 1802 abgebrochenen Klosterkirche nach St. Andreas ausgelagert. Albertus Magnus hatte das Kreuz wohl 1248 vom französischen König Ludwig dem Heiligen erhalten und Kreuzpartikel und andere Reliquien in den Hohlraum der Rückenpartie des Korpus gelegt. Von 1979 bis 1985 wurde die Großplastik in der Werkstatt des Rheinischen Amtes für Denkmalpflege von den Fassungen der vergangenen Jahrhunderte befreit. Die älteren Farbschichten aus der Zeit vor 1800, die älteste von vor 1250, wurden belassen. Eine geschlossene Farbfassung fehlt somit. Die Hände wurden 1896 erneuert. Die gesamte Plastik wurde bis auf den Kopf mit einer Leimlösung konserviert. Die Reliquien sind in früherer Zeit aus dem Korpus entnommen worden und gelten als verschollen, die Kreuzreliquie befindet sich seit 1904 in der Dominikanerkirche Heilig Kreuz in Köln. Die frühgotische Arbeit ist im 19. Jahrhundert lange versteckt worden, seine Auffindung nach 1852 hat wohl zur Änderung des Titels der Kirche wesentlich beigetragen. Zunächst hing das Kreuz draußen am Turm und wurde dann 1896 an neuen Eichenbalken als Triumphkreuz am Gewölbe angebracht. 1934 wurde es an der Ostwand des Langhauses angebracht.

### Sonstige Ausstattung
- Der Hochaltar, die Seitenaltäre und die Kanzel stammen aus der Erbauungszeit der Kirche. Sie wurden 1959 auf die ursprüngliche Farbfassung freigelegt.
- Ein Epitaph des Feldmarschalls Johann Friedrich von Orsbeck aus weißem und schwarzem Marmor ist eine Arbeit vom Anfang des 18. Jahrhunderts mit Wappen und Trophäenaufbau.

## Glocken
Im Turm der Hl.-Kreuz-Kirche hängt ein dreistimmiges Geläut unterschiedlicher Gießer. Im Jahr 1921 hatte die renommierte Glockengießerei Otto aus Hemelingen/Bremen zwei Bronzeglocken für die Gemeinde gegossen. Die größere der beiden Glocken wurde im Zweiten Weltkrieg zu Kriegszwecken eingeschmolzen. Die kleine c''-Glocke von Otto hängt heute als Glocke 3 im Turm. Nach dem Krieg erhielt die Gemeinde eine Leihglocke aus Oberschlesien, die 1777 gegossen worden war. Die größte Glocke ist heute eine 1954 von den Gießern Petit & Gebr. Edelbrock aus Gescher gegossene Glocke. Die Glocken haben folgende Schlagtöne: e' – h' – cis''.